# 페르세바야 수라바야

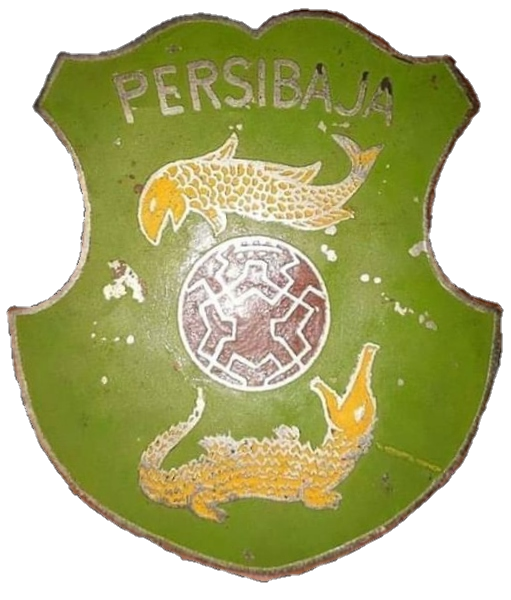

페르세바야 수라바야(인도네시아어: Persatuan Sepakbola Surabaya)는 동자바주 수라바야를 연고로 하는 인도네시아의 축구단이다. 현재 리가 1에 참가하고 있다.

## 우승
- 리가 1: 1996-97, 2004, 2018-현재
- 리가 2: 2003, 2006, 2017

## 선수 명단

### 현역
참고: FIFA 자격 규정에 따라 소속된 국가대표팀 국기를 표시합니다. 선수는 복수의 FIFA 비회원국 국적을 가지고 있을 수 있습니다.
| 번호 | 포지션 | 국적 | 이름            |
| ---- | ------ | ---- | --------------- |
| 10   | MF     |      | 브루누 모레이라 |

| 번호 | 포지션 | 국적       | 이름          |
| ---- | ------ | ---------- | ------------- |
| 74   | MF     | 팔레스타인 | 모하메드 바심 |

### 역대
틀:페르세바야 수라바야 선수 명단